# Морошкин, Михаил Яковлевич
Михаил Яковлевич Морошкин (1 [13] ноября 1820, Андреевское, Тверская губерния — 15 [27] апреля 1870 или 15 апреля 1870, Санкт-Петербург) — русский историк, священник. Дважды лауреат Уваровской премии.

## Биография
Родился в селе Андреевское (ныне — в Бежецком районе Тверской области) 1 (13) ноября 1820 года, в семье священника Якова Лукича Морошкина (1799 — 04.10.1880) и Натальи Михайловны, урожд. Пешехоновой (? — не ранее 1840). Окончил Тверскую духовную семинарию (1841) и Санкт-Петербургскую духовную академию (1845). С 9 октября 1845 года — бакалавр Казанской духовной академии по предметам гражданской истории, немецкого и греческого языков. Был переведён 25 октября 1848 года в Петербург, где 1 декабря был рукоположён во священника в Казанский собор, где и прослужил до своей смерти.
Поместил много статей в «Православном обозрении», «Духе христианина», «Известиях Археологического общества», «Русском архиве» и других изданиях. Ему принадлежит почин в постановке вопроса о выборном начале в духовенстве: статья «Правила синода 1825 г. по поводу предложения митрополита Евгения» («Дух христианина»), ряд замечательных статей в «Голосе» (1869) и сочинение «Выборное начало в духовенстве» (СПб.: тип. А. А. Краевского, 1870. — 55 с.). В 1863 году столичное духовенство, только что получив позволение иметь собрания, выбрало его их председателем; позже он не раз участвовал в епархиальных съездах.
Занимаясь по приглашению барона М. А. Корфа сбором материалов по истории Русской церкви в царствование императора Николая I, он вместе с тем собирал данные для своих исследований об иезуитах.
В 1868 году был удостоен Уваровской премии за труд «Вече и князь. Русское государственное устройство во времена князей Рюриковичей». В 1871 году получил малую Уваровскую премию за сочинение «Сравнительно-критические наблюдения над слоевым составом народного русского эпоса. Илья Муромец и богатырство Киевское».
Умер 15 (27) апреля 1870 года в Санкт-Петербурге, похоронен на Волковом православном кладбище.

## Издания
Главные труды М. А. Морошкина:
- «Иезуиты в России с царствования Екатерины II и до нашего времени» (СПб., 1867—70; 1-я и 2-я части, 1867), 2-я часть, 1870);
- «Славянский именослов, или собрание славянских личных имён в алфавитном порядке» (СПб., 1867).

Прочие:
- «О фамильных именах у нынешних европейских народов» (СПб., 1854—1855)
- «Слово на новый год» (СПб., 1870)
- «Выборное начало в духовенстве» (СПб., 1870)
- «Слово в день Успения Пресвятой Богородицы» (СПб., 1871).

## Семья
Жена — дочь священника Тимофея Ферапонтовича Никольского Елена (1827—?)